# Naenia sasyamana
Naenia sasyamana là một loài bướm đêm trong họ Noctuidae.